# هوارد كارتر
هوارد كارتر (9 مايو 1874 - 2 مارس 1939) (بالإنجليزية: Howard Carter)‏ عالم أثار إنجليزي وخبير بعلوم المصريات. ولد بمدينة لندن مقاطعة كينسينجتون، قضى طفولته بشكل أساسي في سوافهام، نورفولك حيث عاش مع عماته، أشتهر بسبب اكتشافه لمقبرة توت عنخ آمون بوادي الملوك، الأقصر، مصر.

## أعماله

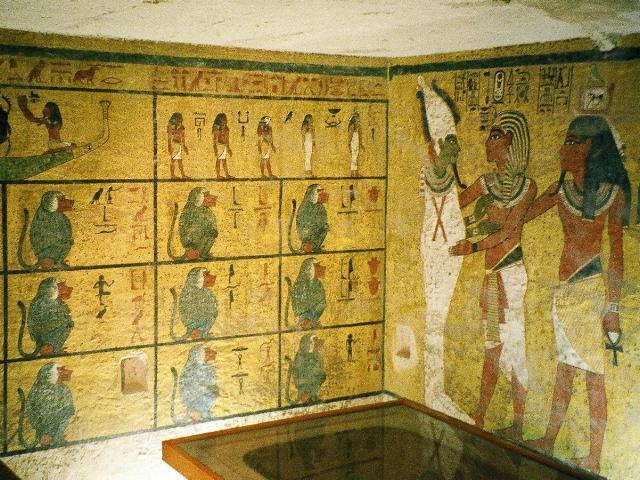
مقبرة توت عنخ أمون

في عام 1891 وفي سن السابعة عشر، بدأ كارتر بدراسة النقش والرسم بمصر، عمل بالاكتشافات الأثرية ببني حسن مقر مقابر أمراء مصر الوسطى، 2000 ق.م، لاحقا أصبح تحت وصاية ويليام فليندر بيتري.
أشتهر هوارد كارتر أيضا لأنه اكتشف أثار تعود للملكة حتشبسوت في مقبرة بالدير البحري في العام 1899 تم عرض وظيفة على كارتر من قبل المجلس الأعلى المصري، وما لبث أن أستقال بسبب خلاف بين حراس موقع أثري مصري وبعض السائحيين الفرنسيين عام 1906.

## مقبرة توت عنخ أمون

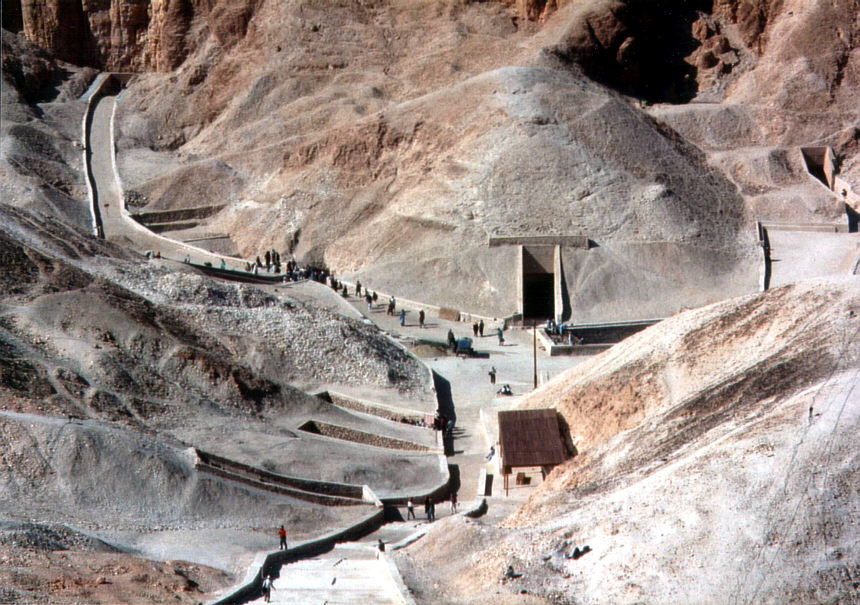
مقبرة توت عنخ أمون بوادي الملوك

في عام 1907 بعد عدة سنوات قاحلة، تعرف كارتر على اللورد كارنارفون، أحد الهواة المتحمسين والذي كان على استعداد لتمويل بعثات كارتر الاستكشافية. لاحقا، أصبح كارتر المسئول عن كل أعمال التنقيب لكارنافون.
قام كارنافون بتمويل بحث كارتر عن الفرعون المجهول مسبقا توت عنخ أمون، والذي اكتشف من قبل كارتر، بعد عدة أشهر من التنقيب والبحث غير المثمر، أصبح اللورد كارنارفون غير راض عن النتائج وفشل استثماراته، وفي عام 1922، أعط كارتر موسم واحد أخير لإكمال أعمال التنقيب.بأهداف أخرى

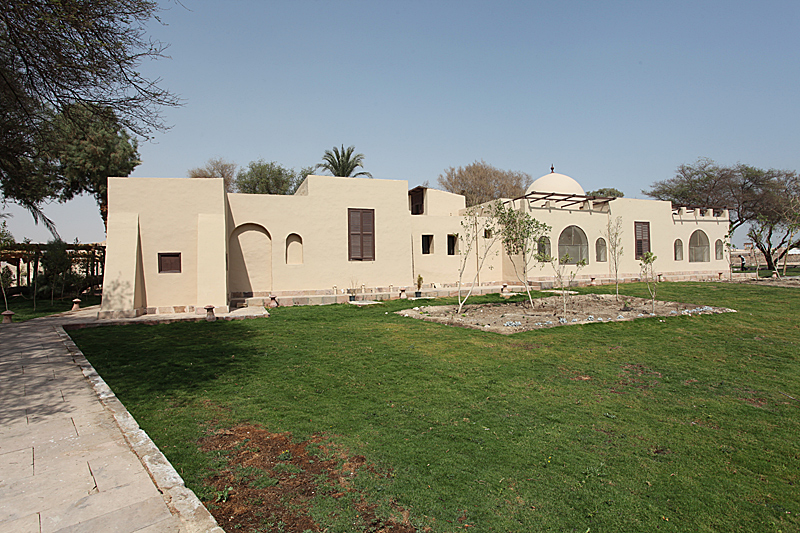
بيت كارتر بطيبة

في الرابع من نوفمبر عام 1922 بعد 15 عاما من البحث وجد كارتر مقبرة توت عنخ أمون «ك.ف62» حيث أفضل مقبرة وجدت على مر التاريخ لم تمس من قبل بوادي الملوك، أرسل برقية للورد كارنارفون للمجيء، في السادس والعشرون من نوفمبر لعام 1922، مع كارنارفون وأبنته، وحضور آخرون، قام كارتر بعمل «الكسر الصغير» الشهير في الزاوية الشمالية لمدخل المقبرة، وأصبحت بادية للعين بواسطة ضوء شمعة، حيث شوهدت الأثار الذهبية الخاصة بالمقبرة بالإضافة إلى الكنوز الأثرية من خشب الأبنوس التي بقيت في مكانها منذ ذلك الوقت.
وحتى ذلك الحين لم يكن كارتر يعلم بعد هل هي «مقبرة أم مجرد مخبأ» ولكنه تأكد عندما شاهد ختم واضح بأحد الأبواب المحروسة بين تمثالين. عندما سـأله كارنارفون «هل وجدت شيء» قال نعم «أشياء مذهلة».وهذه خدعة لا يمكن قبولها
King Tutankhamen's Tomb

## روابط خارجية
- هوارد كارتر على موقع الموسوعة البريطانية (الإنجليزية)
- هوارد كارتر على موقع ميوزك برينز (الإنجليزية)
- هوارد كارتر على موقع إن إن دي بي (الإنجليزية)
- هوارد كارتر على موقع ديسكوغز (الإنجليزية)